# Lele Sacchi
Gabriele Sacchi (...) è un disc jockey, produttore discografico e conduttore radiofonico italiano.

## Biografia
Inizia giovanissimo a lavorare in una radio locale di Pavia dove manda in onda post-punk, indie-rock e hip hop. A 18 anni, collabora con alcune riviste di musica, quali Rumore e Acid Jazz.
Nel 1995 ha la sua prima residenza come deejay di musica elettronica al neonato Tunnel di Milano.
Nel frattempo cura la distribuzione italiana di artisti internazionali di musica elettronica fra cui il disco d'oro dei Gotan Project.
Nel 2000 esce la sua prima compilation The Next Tribes of House Music. Continua a pubblicare propri progetti musicali  e remix per etichette internazionali come Soul Clap, !K7, Snatch, Crosstown Rebels, 20:20 Vision, Rebirth, Get Physical.
Intanto inizia a esibirsi ai piatti e a dirigere la serata JetLag, il Venerdì dei Magazzini Generali di Milano. La programmazione vede in consolle dj del calibro di Carl Cox, Chemical Brothers, Basement Jaxx, Sven Väth.
Ha suonato in importanti club in giro per il mondo come Panoramabar, Dc10, Rex, Pacha, Ministry of Sound e molti altri e ha prodotto musiche per sfilate ed esposizioni (Trussardi, Armani, BMW, Samsung).
Nel 2006 fonda e fa parte della direzione di ELITA, festival di musica elettronica che si teneva durante il Salone del Mobile. Dallo stesso anno è partner e resident della club night Classic, ora Voyage, al Tunnel di Milano.
Dal 2008 insegna storia delle sottoculture musicali all'Istituto Europeo di Design di Milano.
Per otto stagioni, dal 2011 al 2019, ha condotto Radio 2 in the mix, il programma, in onda ogni sabato e domenica sera su Rai Radio 2, che ha presentato agli ascoltatori il meglio dal mondo della musica e della cultura da club.
Nel 2012 il supplemento TuttoMilano de la Repubblica lo ha nominato fra i 25 personaggi che hanno segnato Milano negli ultimi 25 anni.
Nel 2014 e 2015 ha condotto su Sky Uno, con Albertino e Stefano Fontana, il talent show TOP DJ, programma dedicato al mondo del clubbing e del dj-ing.
Nel 2016, 2017 e 2019 conduce, su Rai Radio 2, speciali estivi dedicati alle più iconiche ricorrenze fra musica, sport e politica,  Summer of Records e Records.
Dal 2017 fa parte dello staff di direzione artistica dell’Apollo club di Milano.
Nell'ottobre 2018 pubblica, edito da Utet, Club Confidential (Cultura, dancefloor e rivoluzioni: un dj racconta la notte), un volume sulla Club Culture, il mondo e le professioni che ruotano attorno alla figura del DJ.
Da settembre 2019, la notte tra il sabato e la domenica, conduce, su Rai Radio 1, RaiStereoNotte, lo storico programma musicale della notte di Radio1.
Nello stesso anno conduce Italian Masters, una serie di documentari di un'ora dedicati ai più originali compositori della storia della musica elettronica italiana (Battiato, Umiliani, Malavasi, Napoli Centrale….), sulla webradio londinese NTS Radio, una delle più seguite radio online del mondo.
Sempre nel 2019 è host di due importanti dirette di Boiler Room, a Bologna e a Roma, e suona un dj set in quella di Milano.
Nell'estate 2021 conduce, su Rai Radio 1,  Radio1 in campo, il contenitore di Radio Uno di cronaca, attualità, sport e costume.

## Discografia

### Singoli/EP
come Lele Sacchi
- 2016: Kosmiquest (Internasjonal)
- 2016: Try To Understand Me (Lyase)
- 2018: Money Focus (Flashmob)
- 2018: Dreaming Won’t Do (Rebirth)
- 2019: New Soul Sensation (Snatch!)
- 2024 Flim Flam (Stolen Goods)

come Boogie Drama
- 2004: Stalker's Groove (Wasnotwas)
- 2004: Zardoz (Ft. Ciudad Feliz And Stylophonic Rmxs) (Soundplant)
- 2006: Dancing In The Darkness (Wasnotwas)
- 2009: Magnetic Shore Ep (Systematic)
- 2009: The Conspiracy (Mood Music)
- 2011: Floating On A Cloud (Real Estate)

come Sacchi & Sandiego
- 2005: Love Riot (20-20 Vision)

come Sacchi vs Blonde
- 2016:Redhead You’re Only (Rebirth)

### Remixes
come Lele Sacchi
- 2014: Dave Seaman Distraction Tactics (SR Records)
- 2015: Nick Monaco Ancient Ritual (Soul Clap)
- 2015: Dardust Invisibile Ai Tuoi Occhi (La Valigetta)
- 2015: Fyfe Solace (Believe)

come Boogie Drama
- 2004: Planet Funk Who Said (Bustin Loose)
- 2004: Thugfucker Bodyshaker(Mood Music)
- 2005: Jonathan Troupin aka Jona Turn To Torn (Strobe Music)
- 2005: Flaer Fragrant (Sunshine Music)
- 2006: Freestyle Man Changes (Soundplant)
- 2007: Kidscience The Lights (Brique Rouge)
- 2007: Phonogenic Dubby Cop (Mood Music)
- 2007: Ilja Rudman Umma (Infant)
- 2009: Siopis Really Love Ya (Get Physical)
- 2009: Matthias Meyer Reichenbach (Liebe*Detail)
- 2011: Siopis I Try To Fight (Get Physical)

### Mix Compilations
come Lele Sacchi
- 2000: The Next Tribes Of House Music (Wnb)
- 2002: House Emotions (Soundplant/Wnb)
- 2004: Bargrooves La Terrazza (Seamless Records)

### Original songs on compilations/samplers
come Lele Sacchi & Painé
- 2011: Together on Moodmusic XV compilation (Mood Music)

come Sacchi & Sasse
- 2014: Future Domain vocal & instr. on 2020 Vision Content compilation (2020 Vision)

come Lele Sacchi & Whitesquare
- 2016: The 5th Street on New Editions vol. 1 sampler (2020 Vision)

## Pubblicazioni

### Libri
- Club Confidential (Utet, 2018)

## Radio
- Radio Popolare - Floor e Beetlebum 2009/2011
- Radio 2 - Radio 2 in the mix 2011/2019
- Radio 2 - Summer of Records 2016 e 2017
- Radio 2 - Records 2019
- Radio 1 - RaiStereoNotte 2019